# Seychelles (album)
Seychelles è il primo album in studio del chitarrista giapponese Masayoshi Takanaka, pubblicato da Kitty Records il 1° luglio 1976. L'album prende il nome dalle isole Seychelles anche se Takanaka non ha mai visitato le isole.

## Critica
Secondo The Japan Times, Seychelles è stato un album pioneristico per il fusion e il funk giapponese

## Tracce
Musiche di Masayoshi Takanaka.
1. Oh! Tengo Suerte – 4:12 (testo: Yukihiro Takahashi)
2. Tokyo Reggie (トーキョー レギー) – 4:20 (testo: Yukihiro Takahashi])
3. Shinkirō no Shima e (蜃気楼の島へ; To the Mirage Island) – 3:38
4. Akogare no Sēsheru Shotō (憧れのセーシェル諸島; Dreaming of the Seychelles Islands) – 6:08
5. Funkee Mah-Chan – 5:02
6. Sayonara...... Fuji-san (サヨナラ...... Fuji さん) – 4:28 (testo: Yukihiro Takahashi)
7. Bādoairando Kyūkō (バードアイランド急行; Bird Island Express) – 3:42
8. Tropic Birds – 8:50

## Formazione
- Masayoshi Takanaka – produttore, compositore, chitarre, percussioni, voce principale
- Yukihiro Takahashi – testi (tracce 1, 2, 6)
- Tsugutoshi Gotō – basso
- Yosui Inoue – coro
- Tatsuo Hayashi – batteria, percussioni
- Akio Itoh – ingegnere
- Susumu Ohno – ingegnere
- Yasunori Kitajima – ingegnere
- Atsuya Yasumuro – produttore
- Hiroshi Imai – tastiere
- Tan Tan – voce principale, coro
- Motoya Hamaguchi – percussioni
- Nobuo Saitoh – percussioni
- Yasuo Azuma – fotografia
- Jake H. Concepcion – sassofono